# Google Alerts
Google Alerts ou Google Alertes est un service qui envoie un courriel ou une alerte lorsqu'une nouvelle page web correspondant aux mots-clés que l'on a choisis, apparaît dans les résultats Google,.